# Paracyprideis
Paracyprideis is een geslacht van kreeftachtigen uit de klasse van de Ostracoda (mosselkreeftjes).

## Soorten
- Paracyprideis (Mutacyprideis) attenuata (Reuss, 1846) Gruendel, 1970 †
- Paracyprideis (Mutacyprideis) wrla Gruendel, 1974 †
- Paracyprideis baconica Zalanyi, 1959 †
- Paracyprideis chokkanathapuramensis Sastry & Mamgain, 1972 †
- Paracyprideis fennica (Hirschmann, 1909)
- Paracyprideis goodlandensis (Alexander, 1929) Swain & Xie, 1992 †
- Paracyprideis graysonensis (Alexander, 1929) Howe & Laurencich, 1958 †
- Paracyprideis irigonella Zalanyi, 1959 †
- Paracyprideis obesa Zalanyi, 1959 †
- Paracyprideis pseudopunctillata Swain, 1963 †
- Paracyprideis punctata Goerlich, 1953 †
- Paracyprideis rarefistulosa (Lienenklaus, 1905) Apostolescu, 1964 †
- Paracyprideis similis Triebel, 1941 †
- Paracyprideis triebeli Goerlich, 1953 †
- Paracyprideis unicalcarata Pietrzeniuk, 1969 †